# Замовлення їжі онлайн
Онлайн замовлення їжі — процес замовлення їжі з вебсайту чи застосунку. Продуктом може бути або готова до вживання їжа (наприклад, безпосередньо з домашньої кухні, ресторану або кухні-примари) або їжа, яка не була спеціально підготовлена для споживання (наприклад, овочі безпосередньо з ферми/саду, заморожене м'ясо тощо).

## Історія в США
Першим замовленням їжі в Інтернеті стала піца від Pizza Hut в 1994 році. 

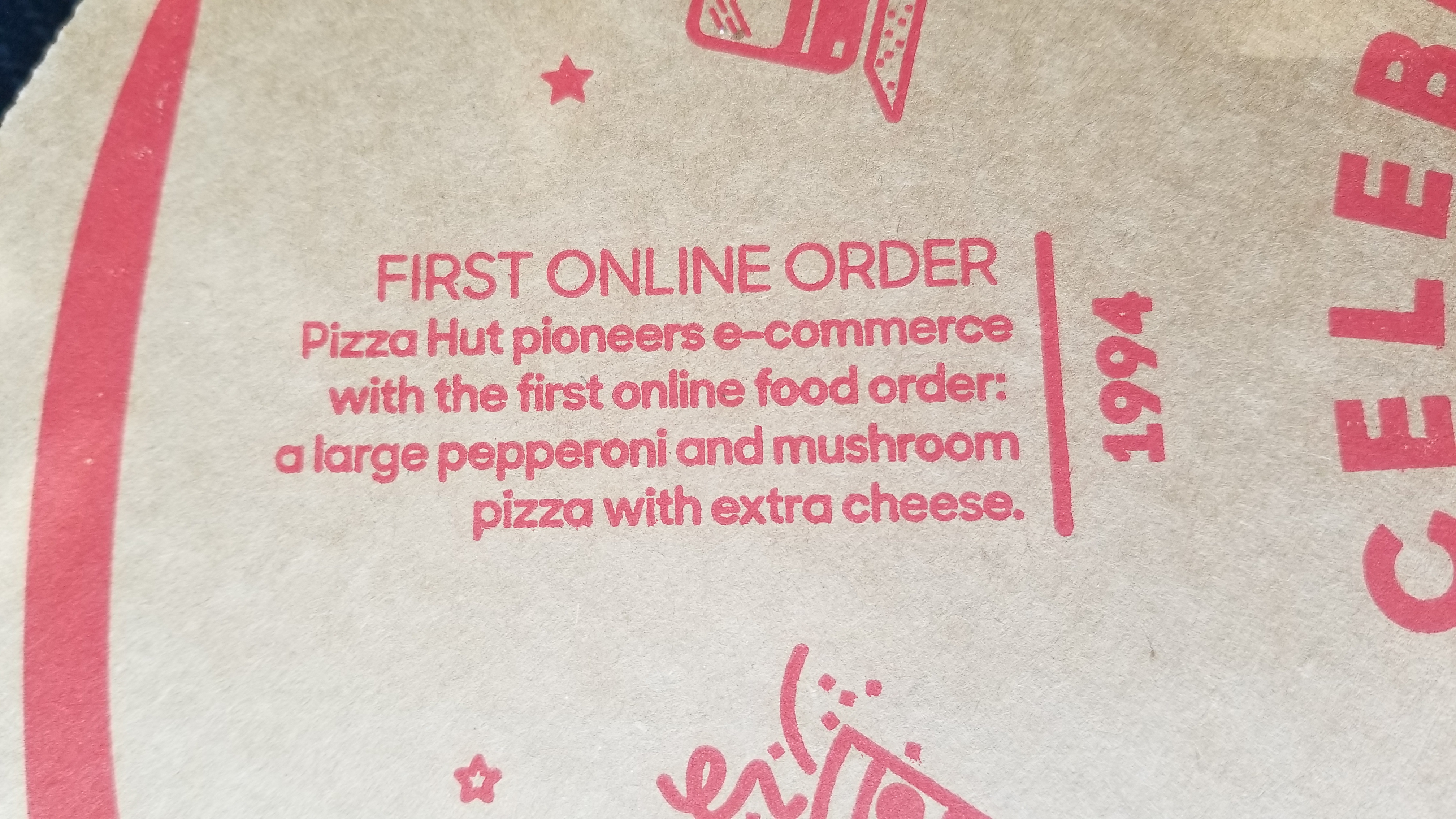
Це картинка із піцерії Pizza Hut 2018 року, яка описує перший інтернет-продаж їжі.

Ринок онлайн-замовлення їжі зріс у США: 40 відсотків дорослих американців замовили їжу один раз через Інтернет. Інтернет-ринок замовлень продуктів включає продукти, приготовані ресторанами, приготовані незалежними людьми, а також продовольчі товари, які замовляються через Інтернет, а потім їх беруть або доставляють.  
Перша послуга онлайн-замовлення їжі, World Wide Waiter (тепер відома як Waiter.com), була заснована в 1995 році. Спочатку сайт обслуговував лише північну Каліфорнію, згодом розширившись до кількох додаткових міст у США.
Наприкінці 2000-х великі мережі піццерій створили власні мобільні додатки та почали робити 20–30 відсотків свого бізнесу в Інтернеті. Зі збільшенням проникнення смартфонів та зростанням таких служб як Uber, і економіки спільного користування, стартапам з доставки їжі почали приділяти більше уваги. У 2010 році Snapfinger, який є вебсайтом із замовлення в декількох ресторанах, за рік збільшив кількість замовлень на мобільні страви на 17 відсотків.
До 2015 року замовлення через Інтернет почало випереджати замовлення розмовляючи з телефоном.
У 2015 році ринок замовлення та доставки їжі в Інтернеті зріс з 0,15 млрд юанів до 44,25 млрд юанів. 
Станом на вересень 2016 року, онлайн-доставка становила близько 3 відсотків із 61 мільярда транзакцій у ресторанах США.

## В Україні
В Україні ринок доставки їжі та товарів очолюють міжнародна Glovo та власні Raketa і Zakaz.ua. На наступних сходинках Royal Service, «Экипаж Сервис», тощо та власні сервіси доставки ресторанів та супермаркетів.
Також раніше на нашому ринку працював Uber Eats, та сервісу довелося піти з Україні.

## Види послуг

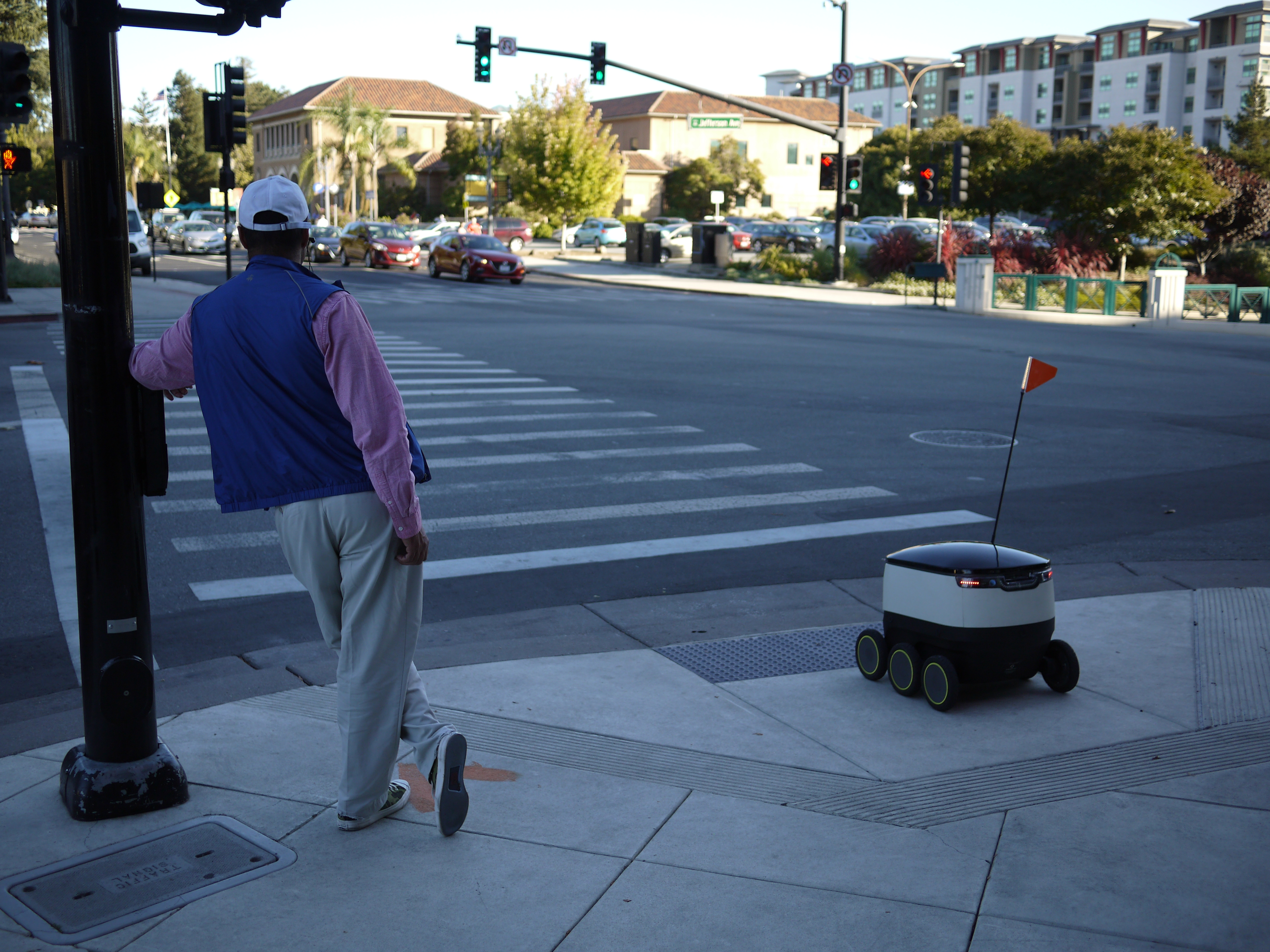
Чоловік і робот доставки Starship Technologies чекають на пішохідному переході в місті Редвуд-Сіті, штат Каліфорнія

### Під контролем ресторану
При онлайн-замовленні їжі під контролем ресторани створюють власний вебсайт і додаток або обирають найняти постачальника доставки. Якщо вони вирішили створити власний вебсайт, вони обов’язково отримають програмне забезпечення, яке ефективно керує замовленнями, тобто воно має можливість керувати різними замовленнями одночасно. Коли вони наймають продавця, ресторан платить щомісячну плату або комісію на основі відсотків. Постачальник покриває витрати на розвиток.
Клієнт може вибрати, як їжу — доставити або забрати самостійно. Процес складається з того, що клієнт вибирає ресторан на власний вибір, дивиться пункти меню, вибирає товар і, нарешті, обирає спосіб отримання. Потім оплата здійснюється шляхом сплати кредитною або дебетовою карткою через додаток або вебсайт чи готівкою, передаючи кур'єру або в ресторані під самостійного отримання. Вебсайт та додаток інформують клієнта про якість їжі, тривалість приготування їжі, а також про те, коли їжа готова до прийому або про кількість часу знадобиться для здійснення доставки. Papa John's — це один із ресторанів, який створив власну систему, вебсайт та додаток Papa John і здійснює власну доставку. У 2010 році вони переробили свій вебсайт і запустили мобільні додатки для iPhone, iPad, iPod Touch, Android, телефонів Blackberry та Windows Phone.
Раніше існувала інфраструктура доставки цих франшиз у парі з системою онлайн-замовлення. У 2010 році Papa John's International оголосив, що його продажі в Інтернеті перевищили 2 мільярди доларів.

### Незалежний
У цьому випадку людина готує та пропонує страви або набори через свій вебсайт, які потім безпосередньо надсилаються споживачам. Споживач вибирає, яку їжу та скільки їжі вони хочуть надіслати до свого офісу чи додому, і оплачує залежно від їжі чи можливості, яка їх цікавить. Люди вирішують замовляти страви у інших людей з різних причин: не бажаючи чи не встигаючи готувати, бажаючи їсти домашні страви або схуднути, вживаючи здорову їжу. Прикладами цього типу послуг є DineWise, NutriSystem, дієта шеф-кухаря тощо.

### Харчові кооперативи
Деякі продовольчі кооперативи, такі як Macomb Co-op дозволяють членам розміщувати замовлення місцево вирощених та/або вироблених продуктів харчування в Інтернеті, а також брати та оплачувати замовлення в центральному місці.

### Кур'єри та водії
Кур’єри та водії майже всіх незалежних служб доставки ресторанів є незалежними підрядниками та мають можливість вибору, коли працювати. В Австралії, особливо кур’єри харчового додатку Foodora, вважають себе працівниками, оскільки вони іноді працюють повний робочий день, зобов’язані носити уніформу та виконувати певні зміни (дедлайни).
Однак кур’єри та водії доставки їжі, як правило, не отримують жодного страхового покриття, захисного спорядження або лікарняної плати як незалежні підрядники що призвело до того, що деякі з них просили покращити стандарти безпеки. У відповідь Deliveroo дав мотоциклістам шолом із камерою GoPro для запису будь-яких проблем, з якими вони можуть зіткнутися, зокрема із злочинцями. кур’єри мають можливість висловити занепокоєння безпекою щодо областей доставки в додатку.

### Кухні-привиди
Оскільки сектор доставки їжі зріс, ресторани звернулися до «кухень-привидів», також відомих як «хмарні кухні», щоб заповнити потребу в недорогому кухонному просторі для обробки збільшеного обсягу. Кухня-привид буде спеціально побудована для доставки тільки й мати окремі зони з плитами, холодильними камерами та складськими приміщеннями для розміщення команд приготування їжі з кількох різних ресторанів. Оскільки вони часто розташовані в менш густонаселених районах міста, вони також мають місця для паркування транспортних засобів. Компанії, що надають цю послугу, часто є дочірніми компаніями компаній-доставників. Кухні-привиди також дозволяють створювати віртуальні бренди ресторанів — ресторани, які існують лише в Інтернеті, без будь-яких умов.